# Frontera entre Cuba i les Bahames
La frontera entre Cuba i les Bahames és totalment marítima i es troba al mar Carib. El 3 d'octubre de 2011 es va formalitzar un tractat amb una línia de demarcació de 69 punts que s'estén gairebé al llarg de la costa cubana: de fet, l'arxipèlag de les Bahames té diverses illes petites no gaire lluny de l'illa de Cuba al vell Canal de Bahama com l'illa Ragged o el banc de Cay Sal.
El punt Nord és un trifini amb els Estats Units i el punt sud és una trifini amb Haití.